# Torgane
Ne doit pas être confondu avec Tōgane.
Torgane est une localité située dans le département de Bouroum de la province du Namentenga dans la région Centre-Nord au Burkina Faso. 

## Géographie
Torgane se trouve à 1,5 km au nord-est du village de Barga-Mossi – auquel il est administrativement rattaché –, à 7 km au nord-ouest de Bouroum, le chef-lieu du département, et à 45 km au nord-ouest de Tougouri. Le village est également à 10 km à l'est de la ville de Pensa.

## Démographie
| 2003 | 2006 | 2012 |
| ---- | ---- | ---- |
| -    | 313  | -    |

## Économie
L'activité de Torgane repose essentiellement sur l'agro-pastoralisme et profite également de l'irrigation permise par le barrage de retenue de Barga.

## Éducation et santé
Le centre de soins le plus proche de Torgane est le centre de santé et de promotion sociale (CSPS) de Barga-Mossi tandis que le centre médical (CM) de la province se trouve à Tougouri.